# Большое Село (Рязанская область)
Большое Село — село в Пронском районе Рязанской области России, входит в состав Погореловского сельского поселения.

## География
Село расположено в 8 км на север от центра поселения посёлка Погореловский и в 10 км на восток от райцентра рабочего посёлка Пронск. 

## История
Большое Село упоминается в приправочных книгах за 1597 год. В окладных книгах 1628 года говорится, что тогда селом владел вотчинник царя Михаила Федоровича Андрей Бурцев, при жизни которого в селении существовала деревянная церковь во имя Константина и Елены, при храме была колокольня. В 1681 году в церкви оборудовали два придела. Один в честь св. Андрея Первозванного, а другой во имя св. Николая Чудотворца. Каменная церковь выстроена по благословению митрополита Рязанского и Муромского Стефана в 1712 году. Главный престол посвящен Преображению Господню. Церковь построена на средства царского стольника Ивана Бурцева. Чуть позже им же была сооружена колокольня с несколькими колоколами, а также каменная ограда вокруг храма. В конце XVIII века в Преображенской церкви устроили престол в честь Дмитрия Ростовского и основательно переделали остальные престолы. В таком виде храм простоял почти сто лет. В 1878 году в храме началась масштабная реставрация. Была поновлена настенная роспись, отремонтированы купол и колокольня, внутри здания полностью переделаны окна. В результате церковь приобрела нарядный вид, но немного утратила характер древней постройки.  
В XIX — начале XX века село являлось центром Больше-Сельская волости Пронского уезда Рязанской губернии. 
С 1929 года село являлось центром Больше-Сельского сельсовета Пронского района Рязанского округа Московской области, с 1937 года — в составе Рязанской области, с 2005 года — в составе Погореловского сельского поселения.

## Население
| 1859 | 1897 | 1906  | 2010 |
| ---- | ---- | ----- | ---- |
| 2004 | ↘847 | ↗1052 | ↘71  |

## Достопримечательности
В селе находится недействующая Церковь Спаса Преображения (1712).